# ピエール・ノラ
ピエール・ノラ（Pierre Nora、1931年11月17日 - 2025年6月2日）は、フランスの歴史学者。論文集『記憶の場』（仏版全7巻）の編者として有名。

## 略歴
パリ生まれ。アシュケナジムユダヤ人家系出身である。リセ・ルイ＝ル＝グランで学ぶ。アルジェリアでの教師生活を経て、1965年から1977年までパリ政治学院、1977年からは社会科学高等研究院で教鞭を執っている。2001年、アカデミー・フランセーズ会員に選出される。2014年ダン・デイヴィッド賞受賞。
2025年6月2日、パリで死去。93歳没。

## 著書
- Les Français d'Algérie, Julliard, 1961.
- Faire de l'histoire, Gallimard, 1974 - 共著・監修
- Essais d'ego-histoire, Gallimard, 1987 - 共著・監修
- Les Lieux de mémoire, Gallimard, 1984-1992 - 共著・監修 
  - 『記憶の場 - フランス国民意識の文化=社会史』全3巻、谷川稔監訳、岩波書店、2002年-2003年

- Liberté pour l'histoire, CNRS, 2008.
- Présent, nation, mémoire, Gallimard, 2011.
- Historien public, Gallimard, 2011.
- Recherches de la France, Gallimard, 2013.
- Esquisse d'ego-histoire, Desclée De Brouwer, 2013.

## 受賞・栄誉
- 1993年、ゴベール大賞（フランス語版）（アカデミー・フランセーズ）[2]
- 1993年、国家功労勲章オフィシエ[4]
- 1994年、芸術文化勲章コマンドゥール[5]
- 2013年、レジオンドヌール勲章グラントフィシエ[6]
- 2014年、ダン・デイヴィッド賞